# カラミザクラ
カラミザクラ（唐実桜、学名: Cerasus pseudo-cerasus）はバラ科サクラ属の落葉低木。庭などに植えられるサクラの一種。
名の通り、中国原産であり、実は食用になる。別名としてシナミザクラ（支那実桜）、シナノミザクラ、中国桜桃などの名前を持つ。おしべが長い。中国では櫻桃と呼ばれる。日本へは明治時代に中国から渡来した。

## 特徴
花期は早く、3月上旬からとなる。このため、花が咲いているときにはまだ葉が生えていないことも多い。花は五枚一重で直径は2センチメートル (cm) 程度と小輪。花の色は白から若干紅色を帯びる程度。ひと房に2輪か3輪の花を咲かせ、実もこれに準じ、二つがひと房になっていることが多い（自家受粉する）。雄蕊が長いのが特徴。花びらは180°近くに開く。果実は核果で、紅色に熟し食用になる。
落葉広葉樹の低木で、樹高は2 - 3メートル (m) ほどである。根元から枝を束生し、気根を出す。樹皮は茶褐色から黒褐色で、ふくらみがある横に長い皮目がある。枝を多く伸ばす傾向があり、枝は横に伸び若干下向きになっている。葉は深く鋸歯のようになっている。
冬芽は鱗芽で、芽鱗は茶色でややつやがある。枝先には仮頂芽がつき、側芽は枝に互生する。冬芽のうち、丸いものは花芽で、細いのは葉芽で花後に展開する。葉痕は半円形で、維管束痕が3個つく。

## 食用
実は食用になることが知られている。大きさは1.5cm程度であり、始めは緑色で徐々に黄色を経て赤く熟する。セイヨウミザクラよりも小粒のサクランボで美味である。現在、食用種としてはセイヨウミザクラが使われることが多い。佐藤錦などの種もセイヨウミザクラを改良したものである。これはカラミザクラは若干酸味が強いためである。